# Falò (programma televisivo)
Falò è un programma televisivo svizzero dedicato all'attualità svizzera e mondiale, in onda dal 2001 su RSI LA1 il giovedì sera alle 21:00.

## Programma
Di solito durante la trasmissione vengono mandati in onda da 1 a 3 servizi, di cui uno viene commentato con ospiti in studio o in collegamento televisivo.
A partire dall'inizio del 2008 la durata del programma è passata dalle due ore di trasmissione ad un'ora e mezza.

## Diffusione
Il programma è diffuso sulle emittenti RSI LA1 e RSI LA2 (quest'ultima lo trasmette in replica) nelle rispettive aree di diffusione; inoltre, alcuni filmati del programma sono disponibili anche in internet.